# Nova Santa Rita (Piauí)
Nova Santa Rita é um município brasileiro do estado do Piauí. 
Com altitude de 292 metros, o município se localiza à latitude 08°05'14" sul e à longitude 42°03'08" oeste. Sua população estimada em 2004 era de 4 404 habitantes, distribuídos em 1 133,1 km² de área.